# Emilio Broglio
Emilio Broglio (Milano, 13 febbraio 1814 – Roma, 21 febbraio 1892) è stato un politico italiano.

## Biografia

### Formazione e primi anni
Emilio Broglio nacque a Milano nel 1814 da Angelo Broglio e da Giuditta Righetti; fin da giovanissimo dovette seguire con la famiglia il padre, impiegato civile dell'amministrazione asburgica, nei suoi trasferimenti in varie città del Regno Lombardo-Veneto. Nel 1831 si iscrisse alla Facoltà di Giurisprudenza dell'Università degli Studi di Pavia, divenendo anche alunno dell'Almo Collegio Borromeo: ottenne la laurea nel 1835, ma non poté ottenere l'abilitazione all'esercizio dell'attività forense per motivi politici e di conseguenza dovette abbandonare la professione di avvocato. Per questo motivo Broglio si dedicò agli studi giuridici, economici e storici, mostrando una notevole varietà di interessi.
Nel 1841 infatti pubblicò nel capoluogo lombardo un trattato di diritto amministrativo, ripubblicato due anni più tardi con alcuni aggiunte e con il titolo Della cittadinanza. Trattato pratico di diritto amministrativo aggiunti alcuni cenni sul diritto amministrativo. In esso Broglio spiegava l'importanza teorica dello studio del diritto amministrativo, che doveva essere considerato non come semplice appendice del diritto pubblico, bensì come scienza autonoma, e propugnava la creazione di un codice di diritto amministrativo per porre il cittadino in condizione di far valere i propri diritti nei confronti dello Stato. Successivamente, nel 1844, pubblicò, sempre a Milano, la biografia del politico e scrittore francese François Guizot, raccolta nell'opera Biografie dei più celebri contemporanei, delineandone la formazione culturale e spirituale a analizzando il contenuto delle sue opere più importanti.

### L'attivismo politico e accademico
Il primo approccio di Emilio Broglio alla politica avvenne nel 1842, mentre era vivo il dibattito in Lombardia sul problema delle ferrovie; quell'anno infatti trovò impiego come segretario presso la direzione della Società ferdinandea per la ferrovia Milano-Venezia, ma dovette lasciare il posto di lavoro sempre per motivi politici nel 1846, quando la società venne riscattata dallo Stato asburgico. In questo periodo si accostò sempre più ai circoli patriottici italiani di tendenza liberale e moderata, tanto che, alla vigilia dei moti milanesi del 1848, venne processato a causa della sua corrispondenza personale con personaggi ritenuti sgraditi al governo imperiale, come Niccolò Tommaseo e Daniele Manin. Dopo lo scoppio delle Cinque Giornate di Milano, alle quali prese parte attiva, Broglio entrò nell'appena costituito Governo provvisorio di Milano in qualità di segretario; in tal veste fece parte della commissione inviata a Torino per concordare le modalità di fusione tra la Lombardia e il Regno di Sardegna, appena sceso in guerra contro l'Austria nella Prima Guerra d'Indipendenza.
Il 21 novembre 1848 venne eletto deputato al Parlamento Subalpino per il collegio di Castel San Giovanni (Piacenza), e riconfermato alle elezioni del gennaio 1849, ma decadde dopo la fine della guerra, quando il territorio dove si trovava il suo collegio dovette essere abbandonato dall'esercito piemontese. Come parlamentare si distinse per alcuni interventi politici e costituzionali, tra i quali l'interpretazione corrente dello Statuto Albertino.
Broglio decise di rimanere a Torino dopo che  le truppe austriache ritornarono a Milano, insegnando per qualche tempo economia politica all'università subalpina. In questo periodo si dedicò a studi di economia e di diritto tributario, pubblicando, nel 1856-1857, in due volumi, il frutto delle sue ricerche: Dell'imposta sulla rendita in Inghilterra e sul capitale negli Stati Uniti. Lettere al Cavour. Questo lavoro, dedicato al primo ministro piemontese Cavour, di cui Broglio fu un grande estimatore, si inquadra nella politica di rinnovamento economico e di risanamento dei conti pubblici voluta dal Conte per rafforzare le strutture produttive e commerciali del Regno e dare forza e prestigio al Piemonte agli occhi delle potenze europee in vista dei futuri progetti della politica di unificazione italiana. Poiché però tutto ciò costava enormemente e pesava sul debito pubblico, Broglio nel suo scritto consigliava di riformare il sistema tributario piemontese sul modello anglosassone, tassando anche i redditi mobiliari, fino ad allora esenti, e di applicare un'imposta globale sulla dichiarazione del contribuente, come avveniva in Inghilterra.
Il lavoro di Broglio venne molto apprezzato da Cavour, che lo chiamò a far parte di una commissione per lo studio della riforma tributaria. intanto, nel maggio del 1859, l'esule lombardo fu chiamato a partecipare ai lavori della commissione Giulini sul riordino amministrativo temporaneo della Lombardia, in seno alla quale presentò numerosi disegni di legge. Nello stesso anno, liberata Milano dall'armata franco-sarda, fece ritorno nella città natale e collaborò come giornalista al periodico ufficiale La Lombardia, pubblicato in sostituzione dell'organo di stampa ufficiale austriaco La Gazzetta di Milano. Ben presto, però, Broglio lasciò il giornale, troppo legato agli aspetti regionalistici lombardi, ed entrò nella redazione del quotidiano La Perseveranza, espressione del liberismo moderato milanese.

### Carriera politica nel Regno d'Italia
Esponente di spicco della Destra storica e presidente dell'Associazione costituzionale milanese, Broglio si candidò nel 1860 alle elezioni politiche nei collegi di Rivergano e Cassano d'Adda, ma ne uscì sconfitto. Tuttavia, fu eletto deputato alla Camera il 27 gennaio 1861 per il collegio di Lonato, nel quale sarebbe stato riconfermato per le elezioni politiche del 1865, ma non in quelle tenutesi due anni dopo. Broglio ritornò comunque alla Camera dei deputati con le elezioni supplletive del 6 maggio 1867 per il collegio di Bassano.
In Parlamento, il deputato italiano si occupò principalmente di questioni finanziarie ed economiche: ad esempio, nel 1861, partecipò ad una commissione parlamentare per discutere il disegno di legge su un prestito di 500 milioni di lire volto a risanare parzialmente il deficit del neonato Regno d'Italia; nel 1863 votò contro l'introduzione del sistema di imposta di ricchezza mobile su base regionale; nel 1865 fu favorevole ad un'ulteriore prestito di 425 milioni di lire proposto dal Ministro delle Finanze, Quintino Sella, sostenendo che quei fondi avrebbero dovuto servire a potenziare le forze armate e a favorire lo sviluppo economico del Paese; inoltre, nel 1867 intervenne sulla liquidazione dell'asse ecclesiastico.
Il culmine della carriera politica di Broglio avvenne però con la nomina a Ministro della pubblica istruzione nel Governo Menabrea, carica che mantenne dal 27 ottobre 1867 al 13 maggio 1869, reggendo anche il Ministero dell'Industria e del Commercio. In qualità di Ministro della pubblica istruzione, è ricordato per aver istituito una commissione parlamentare la cui presidenza venne affidata ad Alessandro Manzoni, con l'incarico di occuparsi dell'annosa "questione della lingua". La commissione produsse un testo, Dell'unità della lingua e dei mezzi di diffonderla, in cui si conclude che l'unica lingua comune a livello nazionale poteva essere il fiorentino e che solo questa poteva assurgere a lingua della nuova Italia unita. La commissione diede inoltre l'avvio al Novo vocabolario della lingua italiana secondo l'uso di Firenze, sancendo definitivamente lo status del toscano fiorentino come "lingua italiana"; lo stesso Broglio sovraintese la compilazione del vocabolario, che durò più di vent'anni e si risolse in un insuccesso editoriale. Inoltre Broglio, nella sua veste ministeriale, firmò il provvedimento di interdizione dall'insegnamento al poeta Giosuè Carducci, sospeso dall'Università di Bologna per la sua partecipazione a manifestazioni repubblicane e anti-monarchiche.

### Ultimi anni
Caduto il Governo Menabrea II e formatosi il nuovo esecutivo con a capo nuovamente lo stesso Menabrea, Broglio non fu riconfermato al dicastero, ma il 25 maggio 1869 venne eletto vicepresidente della Camera al posto di Antonio Mordini, entrato nel gabinetto ministeriale. Non rieletto alle elezioni generali del novembre 1870, avvenute dopo la breccia di Porta Pia, il politico tornò a sedere tra i banchi della Destra il 12 marzo 1871, quando fu eletto nel collegio di Thiene, dove venne riconfermato anche nel 1874. Fra i suoi interventi più significativi in questa legislatura, vi è il suo ruolo di relatore del disegno di legge Correnti sull'abolizione delle facoltà di teologia dalle università italiane, presentato nel 1872.
Dopo la caduta del Governo Minghetti II, ultimo della Destra storica, e le elezioni del novembre 1876, perse dal raggruppamento conservatore, Broglio non venne rieletto e non sedette mai più in Parlamento. Avversario accanito della Sinistra storica, tentò senza successo di farsi nominare senatore, mentre al contempo frequentò a Roma circoli e salotti letterari, sempre più appartato dalla politica attiva. Per qualche tempo presiedette l'Accademia di Santa Cecilia.
Morì infine a Roma il 21 febbraio 1892, a 78 anni.